# ChangeWriters
ChangeWriters ist ein Verein, der mittels Verbesserung des Lehrer-Schüler-Verhältnis den Lernerfolg von Schülern, die als „unbeschulbar“ gelten, fördern möchte.

## Ziele und Aktivitäten
Der Verein bietet Lehrkräften und anderen Interessierten die Teilnahme an Praxisseminaren an, in denen neue Wege für den gelingenden Beziehungsaufbau zu Schülern vermittelt werden. Durch die Methode des Tagebuch-Schreibens verbessern sich nach Angaben des Vereins und von Schülern die schulischen Leistungen der Jugendlichen, außerdem habe sie positive Effekte auf Probleme wie Mobbing und Gewalt. Deutschlandweit bestehen etwa 20 Schulpartnerschaften.

## Geschichte
Vorbild ist das Engagement der Lehrerin Erin Gruwell, die 1994 in Long Beach auf 150 „nicht erziehbare Risikoschüler“ traf und allen zum Abschluss verhalf, indem sie ihnen u. a. die Möglichkeit gab, Tagebücher zu schreiben. Die Geschichte wurde in dem Drama Freedom Writers verfilmt.
2010 führte der Schulsozialarbeiter Jörg Knüfken die Methode an seiner Schule in Deutschland ein und gründete nach erfolgreichen Pilotprojekten 2014 den Verein ChangeWriters, um die Methoden bundesweit an Pädagogen weiterzugeben.

## Finanzierung
Der Verein finanziert sich überwiegend durch Stiftungsgelder, unter anderem durch die Wübben Stiftung, die Dr. Otto Beisheim Stiftung und die Aqtivator gGmbH, sowie aus kommunalen Mitteln.

## Auszeichnungen
- 2019: Phineo „Wirkt“-Spendensiegel[12]